# ラスパ太田川

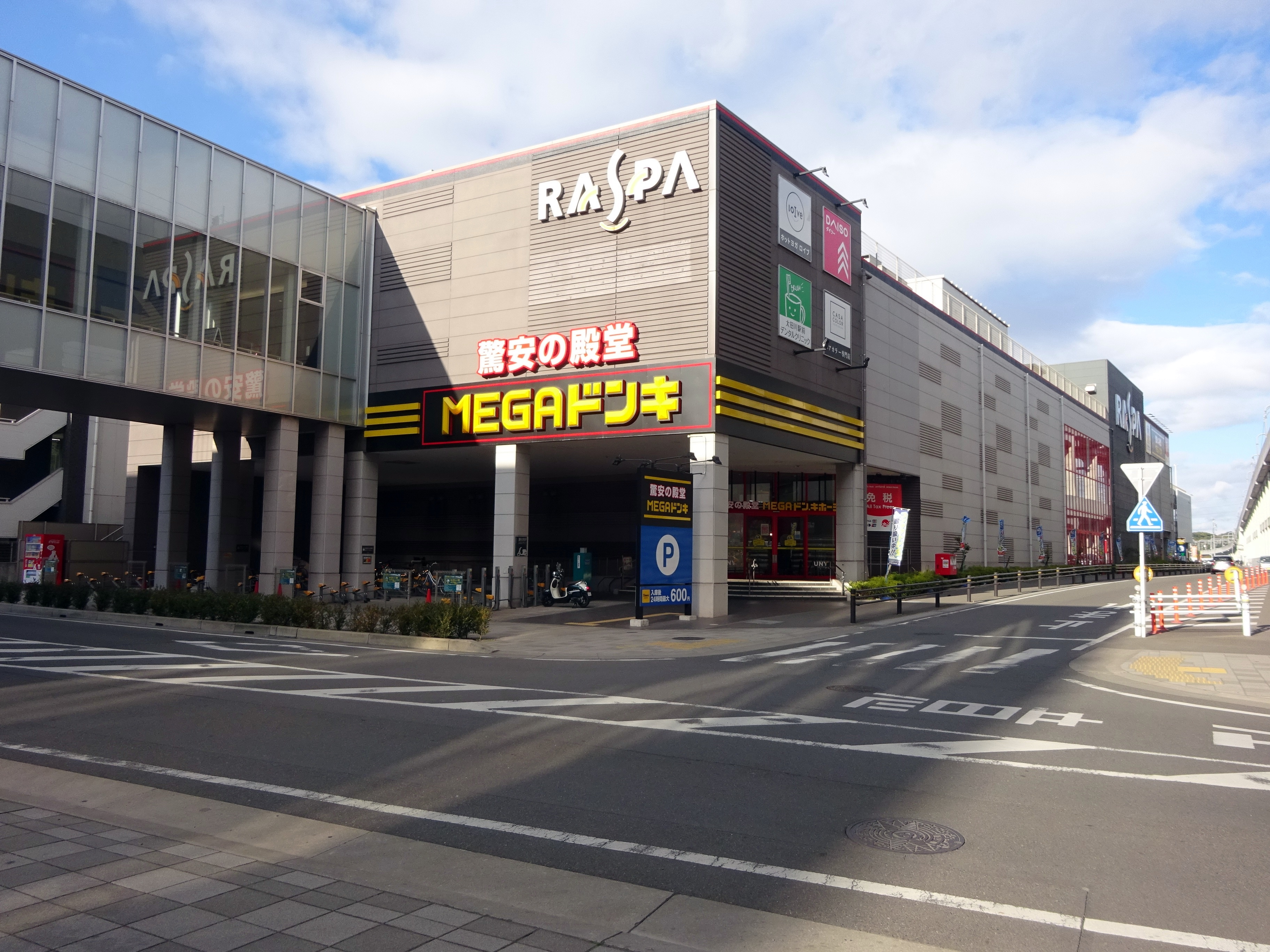
MEGAドンキが入る北館

ラスパ太田川（ラスパおおたがわ、英: RASPA ŌTAGAWA）は、愛知県東海市に所在するショッピングモール及びデパート。

## 概要
2002年（平成14年）に閉店したユニー大田川店跡地に建設され、約13年ぶりの再進出となった。開店時の核店舗はピアゴ太田川店。
ラスパとは、フランス語の「Raffine」（ラフィーネ：洗練された・上品な）・「Sourire」（スリール：微笑）・「Parc」（パルク：公園・広場）の造語で、「笑顔の人が集まる特別な場所」を意味する。
ラスパ太田川は、高架通路で結ばれた北館と南館、および名鉄太田川駅高架下の駅館の3つのゾーンで構成される。北館は鉄骨造地上2階建（1・2階が店舗。屋上が駐車場）、南館は鉄骨地上3階建（1・2階が店舗。3階・屋上が駐車場）となる。
北館にはUDリテール直営店および専門店、南館には非直営の専門店、駅館には主に飲食店が入居している。
核店舗は、2019年（令和元年）6月に業態転換のため閉店し、引き続き核店舗として、MEGAドンキホーテUNY太田川店が、同年7月にオープンしている。

## 沿革
- 1970年（昭和45年）3月20日 - 西川屋大田川店開店。
- 1971年（昭和46年）2月21日 - ユニー大田川店に名称変更。
- 2002年（平成14年）8月18日 - 高架化に伴う仮線路用地として店舗敷地の一部を利用するため閉店。
- 2003年（平成15年）6月12日 - ユニーから10年契約で土地を借り地元有志らにより「（旧）どんでん広場」開場。
- 2012年（平成24年）12月30日 - ユニーとの10年契約が切れるため「（旧）どんでん広場」閉鎖[3]。
- 2014年（平成26年）4月10日 - ラスパ太田川店着工。
- 2015年（平成27年）
  - 3月18日 - プレオープン。
  - 3月20日 - グランドオープン。
- 2019年（令和元年）
  - 6月16日 - 北館のピアゴ太田川店が閉店。
  - 7月30日 - MEGAドン・キホーテUNY太田川店開店[2]。新管理運営会社として、UDリテール株式会社を追加。

## 核店舗およびテナント
北館
- MEGAドン・キホーテUNY太田川店

南館
- ニトリ（家具・インテリア）
- ダイソー（バラエティショップ）

駅館
- マツモトキヨシ（ドラッグストア）

## 交通アクセス
- 西知多産業道路「横須賀IC」から北東へ車で約6分。
- 名鉄常滑線・河和線 太田川駅より徒歩で約1分[2]。
- らんらんバス・知多バス「太田川駅前」停留所より徒歩で約1分。

| ピアゴ入居時の南館 |  | ピアゴ入居時の北館 |
| ピアゴ入居時の南館 |  | ピアゴ入居時の北館 |